# Mohamed Roubize
Mohamed Roubize lub Mohamad Roubize (ur. 11 listopada 1985) – senegalski piłkarz grający na pozycji pomocnika w sezonie 2020/2021 w AS Douanes. Reprezentant kraju.

## Kariera

### Kariera klubowa
Mohamed Roubize zaczynał karierę w Difaâ El Jadida. 1 sierpnia 2008 roku przeniósł się do saudyjskiego Al-Ettifaq. 29 września 2009 roku został zawodnikiem Al-Hazm. Zadebiutował tam 25 września 2008 roku w starciu przeciwko Al-Fateh, zremisowanym 1:1. Pierwszą bramkę strzelił tam 28 października tego samego roku w starciu przeciwko Al-Shabab Riad, ale jego drużyna przegrała 1:2. Łącznie rozegrał tam 33 mecze i strzelił 2 bramki. 1 lipca 2011 roku podpisał kontrakt z Moghrebem Tétouan. Nigdy nie był w kadrze na mecz tego zespołu, ale w sezonie 2011/2012 zdobył z tym klubem mistrzostwo kraju. 21 czerwca skończył mu się kontrakt i pozostał bez klubu do 1 września 2012 roku, kiedy został zawodnikiem Al-Orouba SC, a 1 kwietnia 2013 roku przeniósł się do ojczyzny i podpisał kontrakt z AS Douanes. Inne źródła podają, iż od czerwca 2012 roku do lipca 2014 roku rozgrywał mecze dla Al-Hazm i dalej już nie grał.

### Kariera reprezentacyjna
Mohamed Roubize rozegrał 1 mecz dla ojczystej reprezentacji. Odbył się 14 października 2009 roku. Został przegrany 2:0, a przeciwnikiem była Korea Południowa (mecz był pod egidą FIFA). Wszedł wtedy na 20 minut i nosił numer 22.

## Życie prywatne
Mohamed Roubize posiada również obywatelstwo Libanu.